# Municipio de Center (condado de Morgan)
El municipio de Center (en inglés: Center Township) es un municipio ubicado en el condado de Morgan en el estado estadounidense de Ohio. En el año 2010 tenía una población de 743 habitantes y una densidad poblacional de 8,9 personas por km².

## Geografía
El municipio de Center se encuentra ubicado en las coordenadas 39°37′49″N 81°39′31″O / 39.63028, -81.65861. Según la Oficina del Censo de los Estados Unidos, el municipio tiene una superficie total de 83.45 km², de la cual 83,11 km² corresponden a tierra firme y (0,41 %) 0,34 km² es agua.

## Demografía
Según el censo de 2010, había 743 personas residiendo en el municipio de Center. La densidad de población era de 8,9 hab./km². De los 743 habitantes, el municipio de Center estaba compuesto por el 97,71 % blancos, el 0,94 % eran afroamericanos, el 0,13 % eran de otras razas y el 1,21 % eran de una mezcla de razas. Del total de la población el 0,54 % eran hispanos o latinos de cualquier raza.